# Potentilla eriocarpa
Potentilla eriocarpa là loài thực vật có hoa trong họ Hoa hồng. Loài này được Wall. ex Lehm. miêu tả khoa học đầu tiên năm 1831.